# Ansaru

Bandeira do Ansaru

Vanguarda para a Proteção dos Muçulmanos na África Negra  (em árabe: جماعة أنصار المسلمين في بلاد السودان Jamāʿatu Anṣāril Muslimīna fī Bilādis Sūdān), mais conhecida como Ansaru, é uma organização militar jihadista estabelecida no nordeste da Nigéria. É um grupo dissidente do Boko Haram, fundado em janeiro de 2012, e afirma ter um foco mais internacional que o último.
Na primeira declaração do grupo, divulgada na internet em janeiro de 2012, seu líder, Abu Usmatul al-Ansari (às vezes escrito 'Abu Ussamata al-Ansary'), descreveu as ações do Boko Haram como "desumanas para os muçulmanos umma". Também elogiou o Califado de Socoto e seu fundador, Usmã dã Fodio. Em outro vídeo na internet divulgado pelo grupo em junho de 2012, al-Ansari alegou que não mataria civis não-muçulmanos ou oficiais de segurança, exceto em "autodefesa" e que o grupo defenderia os interesses do Islã e dos muçulmanos não apenas em Nigéria, mas em toda a África. Ao contrário do Boko Haram, estabelecido em Borno, no nordeste do país, Ansaru opera em e ao redor de Cano, no centro-norte da Nigéria, o coração dos povos hauçá-fulas. 
O lema da organização é "Jihad Fi Sabilillah", que significa "lutar pela causa de Alá".